# ABC Amsterdam
El ABC Amsterdam, también conocido como Amsterdam Basketball Club Amsterdam es un equipo de baloncesto holandés que compite en la FEB Eredivisie, la primera división del país. Tiene su sede en Ámsterdam. Disputa sus partidos en el Sporthallen Zuid, con capacidad para 3000 espectadores.

## Historia
La primera competición de baloncesto oficial del país nació en 1945, y entonces todos los equipos participantes tenían su sede en Ámsterdam. No fue hasta 1967 cuando un club establecido en otra ciudad se hiciera con el campeonato. El último equipo de la capital en ganar el título hasta la aparición de los Ricoh Astronauts, primitivo nombre del ABC Amsterdam, fueron los FIAT Stars en 1970. Este equipo desapareció en 1994, y tras un año sin representación de la ciudad de Ámsterdam en la principal competición del país, nació el club, a quienes dejaron participar desde el principio en la Primera división, acabando esa temporada en novena posición.
En 1998 irrumpió en el baloncesto holandés la compañía RICOH, patrocinando a los Astronauts con un claro objetivo: el hacerlos campeones de liga. Y lo consiguieron, ganando cuatro títulos de forma consecutiva, además de otros tres campeonatos de la copa neerlandesa.
En 2001 disputó las semifinales de la Copa Korać, y desde entonces ha ganado tres títulos de liga más, en 2005, 2008 y 2009.

## Palmarés
- Liga de Holanda
  - Campeón (7): 1999, 2000, 2001, 2002, 2005, 2008 y 2009

- Copa de los Países Bajos
  - Campeón (5): 1997, 1998, 1999, 2004 y 2006
  - Finalista (2): 2008 y 2009